# Турск
Турск (бел. Турск) — деревня в Гадиловичском сельсовете Рогачёвского района Гомельской области Беларуси.
На севере и западе граничит с лесом.

## География

### Расположение
В 11 км на юго-восток от районного центра и железнодорожной станции Рогачёв (на линии Могилёв — Жлобин), 114 км от Гомеля.

### Гидрография
На западной окраине озеро Святое.

## Транспортная сеть
Транспортные связи по просёлочной, затем автомобильной дороге Рогачёв — Довск. Планировка состоит из длинной прямолинейной улицы почти меридиональной ориентации. На западе параллельно ей расположена короткая улица. Застройка двусторонняя, преимущественно деревянная, усадебного типа.

## История
Упоминается в 1755 году как деревня в Заднепровском войтовстве Рогачёвского староства, в которой находились женский и мужской Покровский монастыри. Деревню населяли старообрядцы, происходившие из центральных областей Российской империи беглых от религиозных гонений крестьян.
В 1765 году сообщается о разорении деревни и уводе её населения российским войском, в результате чего деревня опустела:

Ta Wies takosz Moskalami nasiadła ale przechodem Woyska Rossyię a wyborem ludzi zruynowana yspostoszona …

Это событие по времени совпадает с так называемой «второй выгонкой» старообрядцев — в 1764 году по приказу Екатерины II на территорию Речи Посполитой были направлены российские войска под командованием генерал-майора Якова Васильевича Маслова с целью: «… забрания российских беглых подданных, невполном расстоянии границы находящихся». Царским войскам было приказано сжечь все церковные и жилые здания, насильственно вывезенных старообрядцев предписано «посылать для укомплектования полков в Сибирь и на поселение».
После 1-го раздела Речи Посполитой (1772 год) в составе Российской империи. В связи с отказом рогачевского старосты графа Леонарда Поцея принять присягу на верность Российской императрице в установленный срок, Рогачёвское староство было секвестрировано в казну. Часть бывшего Рогачевского староства, включая Турск, была пожалована Екатериной II 21 апреля (2 мая) 1774 года князю Петру Михайловичу Голицыну «за разбитие им при Татищевой крепости злодеев», а после его гибели на дуэли в 1775 году Гадиловичская дача с Турском в ее составе по наследству перешла во владение малолетнему сыну Михаилу Петровичу Голицыну.
В XIX веке — селение староверов в Рогачёвском уезде Могилёвской губернии. В 1858 году действовала часовня, владение Войнич-Сеноженцкого. В 1866 году помещик владел 8142 десятинами земли, винокурней и 3 трактирами. В 1880 году действовали старообрядческая молельня, мельница, хлебозапасный магазин. В 1884 году в ревизских материалах упоминается как деревня в Городецкой волости. В 1886 году работала винокурня. Согласно переписи 1897 года действовали 2 хлебазапасных магазина, молитвенный старообрядческий дом, кузница, 3 ветряные мельницы, круподёрка, трактир. Рядом находился одноимённый фольварк, где с 1877 года работал винокуренный завод. В 1903 году построено здание для школы. В 1909 году в деревне 1375 десятин земли в фольварке 4614 десятины земли.
В 1930 году организован колхоз «Победитель», работали кузница, шорная мастерская. Во время Великой Отечественной войны действовала подпольная патриотическая группа (руководители А. А. Гончаров, В. Ф. Ермоленко, Л. А. Кудрявцева). Деревенская молодёжь в апреле-мае 1943 года передала партизанам 11 винтовок, 2 миномета, 100 гранат, 90 кг взрывчатки, 20 тыс. патронов, в партизаны перешли 50 человек. В декабре 1943 года оккупанты сожгли 158 дворов, убили 12 жителей. В боях около деревни в 1941 году и при её освобождении погибли 298 советских солдат (похоронены в братской могиле в центре деревни). Освобождена 24 февраля 1944 года. 131 житель погиб на фронте. Расположены газораспределительная станция, Дом культуры, библиотека, отделение связи.

## Население
- 1777 год — 143 христианина и 3 иудея (мужского пола)[8];
- 1858 год — 36 дворов, 261 житель;
- 1886 год — 63 двора, 410 жителей;
- 1897 год — 128 дворов, 881 житель (согласно переписи);
- 1909 год — 113 дворов, 1054 жителя; в фольварке 84 двора, 649 жителей;
- 1940 год — 165 дворов, 699 жителей;
- 2004 год — 140 хозяйств, 302 жителя;
- 2019 год — 113 хозяйств, 220 жителей[9].